# Au (Küps)
Au ([aʊ̯] ) ist ein Gemeindeteil des Marktes Küps im Landkreis Kronach (Oberfranken, Bayern). Regional ist der Ort auch  unter dem Namen Trab bekannt.

## Geographie
Das Dorf liegt in der ausgedehnten Tallandschaft der Rodach am Leßbach. Es bildet mit Reinertshaus und Hummendorf im Osten eine geschlossene Siedlung. Die Kreisstraße KC 13 führt nach Küps zur Bundesstraße 173 (1,6 km südwestlich) bzw. nach Hummendorf zur Kreisstraße KC 5 (1 km nordöstlich). Ein Anliegerweg führt zur Krienesschneidmühle (0,7 km westlich). Am Ort verläuft der Fränkische Marienweg vorbei.

## Geschichte
Die erste urkundliche Nennung des Ortes war indirekt im Jahr 1290, als Syfrid de Owe in einer Urkunde den Verkauf von fünf Gütern bei Geutenreuth durch Erkenbert und Irmengard von Kunstadt an das Kloster Langheim bezeugte.
Gegen Ende des 18. Jahrhunderts bildete Au mit Krienes- und Ziegelschneidmühle eine Realgemeinde bestehend aus 23 Anwesen und einem Gemeindehirtenhaus. Das Hochgericht übte das Rittergut Küps im begrenzten Umfang aus, sie hatten ggf. an das bambergische Centamt Weismain auszuliefern. Die Dorf- und Gemeindeherrschaft hatte das Rittergut Küps. Grundherren waren
- das Rittergut Küps (18 Anwesen: 2 Gülthöfe, 4 Fronsölden, 2 Gütlein, 9 Häuser, 2 Schneidmühlen),
- das Rittergut Tüschnitz (1 Gut als Freieigen),
- die Pfarrei Kronach (2 Güter),
- das bayreuthische Kastenamt Kulmbach (1 Anwesen).[8]

Infolge des Reichsdeputationshauptschlusses ging Au 1803 in den Besitz des Kurfürstentums Bayern über.
Mit dem Gemeindeedikt wurde Au dem 1808 gebildeten Steuerdistrikt Küps zugewiesen. Infolge des Zweiten Gemeindeedikts (1818) entstand die Ruralgemeinde Au, zu der Krienesschneidmühle, Reinertshaus und Ziegelschneidmühle gehörten. Sie war in Verwaltung und Gerichtsbarkeit dem Landgericht Kronach zugeordnet und in der Finanzverwaltung dem Rentamt Kronach (1919 in Finanzamt Kronach umbenannt). In der freiwilligen Gerichtsbarkeit unterstanden die Anwesen dem Patrimonialgericht Küps (bis 1848) bzw. dem PG Oberlangenstadt (bis 1837). Ab 1862 gehörte Au zum Bezirksamt Kronach (1939 in Landkreis Kronach umbenannt). Die Gerichtsbarkeit blieb beim Landgericht Kronach (1879 in das Amtsgericht Kronach umgewandelt). Die Gemeinde hatte eine Fläche von 1,282 km².
Im Zuge der Gebietsreform in Bayern wurde die Gemeinde Au am 1. Januar 1976 nach Küps eingegliedert.

### Baudenkmäler
In der Bayerischen Denkmalliste sind vier Baudenkmäler aufgeführt:
- Traber Straße 9: Ehemaliges Schulhaus
- Traber Straße 30: Ehemaliges Wohnstallhaus
- Traber Straße 32: Wohnstallbau
- Traber Straße 40: Wohnstallbau

### Einwohnerentwicklung
Gemeinde Au
| Jahr      | 1840   | 1852   | 1855   | 1861   | 1867   | 1871   | 1875   | 1880   | 1885   | 1890   | 1895   | 1900   | 1905   | 1910   | 1919   | 1925   | 1933   | 1939   | 1946   | 1950   | 1952   | 1961  | 1970   |
| Einwohner | 196    | 175    | 178    | 175    | 200    | 204    | 208    | 199    | 185    | 186    | 191    | 209    | 225    | 229    | 222    | 250    | 251    | 248    | 398    | 394    | 363    | 328   | 316    |
| Häuser    |        |        |        |        |        | 34     |        |        | 33     | 33     |        | 36     |        |        |        | 39     |        |        |        | 45     |        | 55    |        |
| Quelle    | [ 12 ] | [ 12 ] | [ 12 ] | [ 13 ] | [ 14 ] | [ 15 ] | [ 16 ] | [ 17 ] | [ 18 ] | [ 19 ] | [ 12 ] | [ 20 ] | [ 12 ] | [ 21 ] | [ 12 ] | [ 22 ] | [ 12 ] | [ 12 ] | [ 12 ] | [ 23 ] | [ 12 ] | [ 1 ] | [ 24 ] |

Ort Au
| Jahr      | 001818 | 001861 | 001871 | 001885 | 001900 | 001925 | 001950 | 001961 | 001970 | 001987 | 002007 | 002015 |
| Einwohner | 158    | 151    | 182    | 168    | 180    | 191    | 287    | 242    | 270    | 328 *  | 363 †  | 376 †  |
| Häuser    | 26     |        |        | 30     | 33     | 31     | 38     | 45     |        | 83 *   |        |        |
| Quelle    | [ 9 ]  | [ 13 ] | [ 15 ] | [ 18 ] | [ 20 ] | [ 22 ] | [ 23 ] | [ 1 ]  | [ 24 ] | [ 25 ] | [ 26 ] | [ 7 ]  |

## Religion
Der Ort ist seit der Reformation evangelisch-lutherisch geprägt und nach St. Jakob in Küps gepfarrt. Die zuständige evangelische Bekenntnisschule befand sich ebenfalls in Küps. Am 10. Oktober 1926 wurde die evangelische Bekenntnisschule eingeweiht. Die Katholiken waren nach Heiligste Dreifaltigkeit (Theisenort) gepfarrt.